# Los Llanos de Aridane
Los Llanos de Aridane é um município da ilha de La Palma, província de Santa Cruz de Tenerife, comunidade autónoma das Canárias, Espanha. Tem 35,8 km² de área e em 2021 tinha 20 648 habitantes (densidade: 576,8 hab./km²).

## Demografia
| Variação demográfica do município entre 1991 e 2004 | Variação demográfica do município entre 1991 e 2004 | Variação demográfica do município entre 1991 e 2004 | Variação demográfica do município entre 1991 e 2004 |
| --------------------------------------------------- | --------------------------------------------------- | --------------------------------------------------- | --------------------------------------------------- |
| 1991                                                | 1996                                                | 2001                                                | 2004                                                |
| 16189                                               | 17944                                               | 17720                                               | 19659                                               |